# Marguerite Lobsiger-Dellenbach
Marguerite Lobsiger-Dellenbach, née Marguerite Dellenbach le 9 juillet 1905 et morte en 1993, est une ethnologue, ethnomusicologue et directrice de musée suisse. Elle a dirigé le musée d'ethnographie de Genève de 1952 à 1967.
Elle était entre autres spécialiste des bambous kanaks, on lui doit d’avoir rassemblé au musée de Genève la deuxième collection la plus importante au monde de ces bambous, après celle du musée du quai Branly.

## Biographie
Marguerite Dellenbach commence à travailler comme secrétaire dactylo d’Eugène Pittard en 1922. Elle se passionne alors pour l’anthropologie et l’archéologie, et soutient une thèse en 1935 portant sur les populations paléolithiques du massif alpin. Son approche reflète sans recul critique des préjugés coloniaux et eurocentrés. Elle devient l’assistante de Pittard, puis sa vice-directrice du musée d'ethnographie de Genève entre 1947 et 1952. Lorsque celui-ci part à la retraite, elle lui succède et dirige le musée jusqu’en 1967.

## Vie privée
Elle épouse Georges Lobsiger en 1936 ; le couple étudie ensemble certains bambous des collections genevoises ou européennes. Ils publient ensemble quelques analyses à leur sujet.